# Icosidodecaedro truncado
O Icosidodecaedro truncado é um Sólido de Arquimedes.
Tem no total 62 faces, todas regulares: 30 quadrados, 20 Hexágonos e 12 Decágonos.
O Icosidodecaedro truncado tem 120 vértices e 180 arestas.
O Poliedro dual do Icosidodecaedro truncado é o Triacontaedro disdiakis.

## Área e volume
Área A e o volume V de um Icosidodecaedro truncado de lado a:
{\displaystyle A=30\left(1+{\sqrt {2\left(4+{\sqrt {5}}+{\sqrt {15+6{\sqrt {6}}}}\right)}}\right)a^{2}\approx 174,2920~a^{2}}
{\displaystyle V=(95+50{\sqrt {5}})~a^{3}\approx 206,8034~a^{3}}